# Jamie-Lee O'Donnell
Jamie-Lee O'Donnell (Derry, 4 marzo 1987) è un'attrice britannica.

## Biografia

### Primi anni
Nata a Derry, Irlanda del Nord, la O'Donnell proviene da una famiglia numerosa ed è stata affascinata dalla recitazione fin da bambina, prendendo parte a varie rappresentazioni scolastiche e decidendo, dopo il diploma, di intraprendere la carriera attorale pur non potendo permettersi una scuola di recitazione. Dal 2011 inizia a presentarsi a vari casting dividendo il suo tempo tra Irlanda e Inghilterra, prendendo successivamente parte a diversi spettacoli teatrali e lavorando come ballerina sia per attività di promozione in discoteca che per performance di pantomima.

### Carriera
Tra il 2012 e il 2015 ottiene il suo primo ruolo significativo interpretando Eva Maguire, una dei protagonisti della serie BBC2 NI 6Degrees, al termine della quale prende parte al film Urban & the Shed Crew, di Candida Brady.
Nel 2018 porta in scena la produzione teatrale I Told My Mum I Was Going on an RE Trip, di Julia Samuels, interpretando una ragazza minorenne che decide di sottoporsi a un aborto, inoltre ottiene la parte di Michelle Mallon in Derry Girls, sitcom di Channel 4 che le conferisce fama internazionale.
L'anno successivo si unisce inoltre al cast di Girls and Dolls, spettacolo teatrale dell'autrice della sitcom Lisa McGee.
Il 26 giugno 2020, la O'Donnell e il resto del cast di Derry Girls hanno eseguito uno sketch con Saoirse Ronan per lo speciale di raccolta fondi di RTÉ RTÉ Does Comic Relief, i cui proventi sono andati a favore delle persone colpite dalla pandemia di COVID-19.

## Vita privata
La O'Donnell vive a Derry con il compagno DJ Paul McCay. È una mecenate della compagnia teatrale giovanile 20 Stories High, con sede a Liverpool.

## Filmografia

### Cinema
- Urban & the Shed Crew, regia di Candida Brady (2015)

### Televisione
- 6Degrees - serie TV, 18 episodi (2012-2015)
- Doing Money, regia di Lynsey Miller - film TV (2018)
- Derry Girls – serie TV, 19 episodi (2018-2022)
- Screw - miniserie TV, 6 episodi (2022)